# Lista președinților FIFA
Acesta este o listă a președinților Fédération Internationale de Football Association (FIFA), asociația internațională de fotbal.
Cinci dintre foștii președinți au murit în timpul mandatului.
|    | Nume                   | Naționalitate | Ani          |
| -- | ---------------------- | ------------- | ------------ |
| 1. | Robert Guérin          | Franța        | 1904–1906    |
| 2. | Daniel Burley Woolfall | Anglia        | 1906–1918    |
| 3. | Jules Rimet            | Franța        | 1921–1954*   |
| 4. | Rodolphe Seeldrayers   | Belgia        | 1954–1955    |
| 5. | Arthur Drewry          | Anglia        | 1955–1961    |
| 6. | Stanley Rous           | Anglia        | 1961–1974*   |
| 7. | João Havelange         | Brazilia      | 1974–1998*   |
| 8. | Sepp Blatter           | Elveția       | 1998–2015    |
| 9. | Gianni Infantino       | Elveția       | 2016–prezent |

* indică faptul că titlul de președinte de onoare a fost conferit la încetarea mandatului.